# Bernacice (stacja kolejowa)
Bernacice – stacja kolejowa położona w Bernacicach Górnych.

## Historia
Stacja Bernacice przed 1945 nosiła nazwę Wernersdorf. Od 1855 do 2000 istniała stacja pasażerska, po 2000 odbywa się tutaj tylko ruch towarowy.